# كارولين كاثرينا مولر

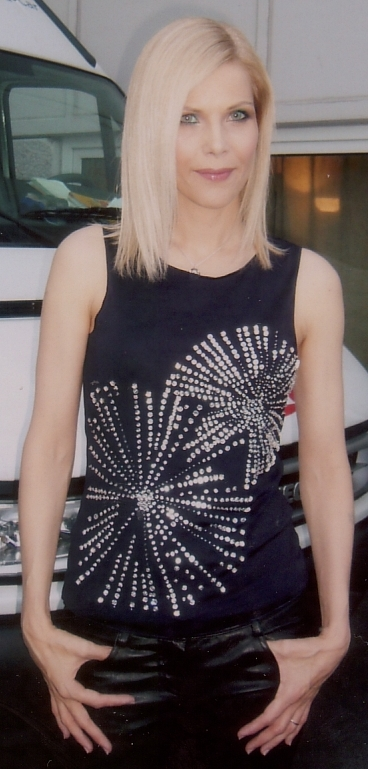
سي سي كاتش في برنامج Chart-Show بالتلفزيون الألماني عام 2006

كارولين كاثرينا مولر (بالهولندية: C.C.Catch) (بالألمانية:Caroline Catharina Müller)ولدت في (31 يوليو 1964) وتعرف باسم سي سي كاتش (C.C.Catch) وهي مغنية بوب ومؤلفة أغاني هولندية-ألمانية.

## حياتها
ولدت كارولين في مدينة أوس الهولندية. وفي اواخر السبعينيات انتقلت هي وعائلتها للعيش في ألمانيا. وفي عام 1980 كانت إحدى عضوات فريق غنائي يتكون من أربع فتيات سمي ب (أوبتيمال). وبداية من عام 1985 تعاونت مع ديتر بولن تحت اسم سي سي كاتش (C.C.Catch).
كان ديتر بولن هو القوة الدافعة خلف تسجيلاتها. بتأليف وإنتاج مجمل الأغاني التي قدمتها وقاد هذا التعاون إلى الوصول لقائمة الاغاني الأوسع انتشارا في أوروبا بداية من أغنية "I Can Lose My Heart Tonight" و"Cause You Are Young" و"Strangers By Night" صدرت تلك الأغنيات في العام 1985, وقد حازت كارولين على الجائزة الذهبية والبلاتينية للألبومات الأكثر مبيعا وتمكنت من تكوين قاعدة معقولة لمحبي أغانيها، في نهاية الثمانينات كانت سي سي كاتش تريد الاشتراك في عملية الإنتاج الفني وقد رفض ديتر بولن ذلك ولهذا ضعف التعاون بينهما وحدث الانفصال الفني بين المغنية والمنتج في عام 1989.
بعيد الانفصال قررت سي سي كاتش الابتعاد عن الساحة الغنائية لفترة في التسعينيات، عادت بعد ذلك للغناء مرة أخرى في عام 1999 وقد قامت ببعض الحفلات الغنائية في ععد من بلدان أوروبا. في النهاية قامت بتقديم أغنية "Silence"، ألفت سي سي كاتش كلمات هذه الأغنية وقد حصدت بعض النجاح المتوسط في قائمة الاغاني الأكثر انتشارا في ألمانيا، ومازلت سي سي كاتش مستمرة في عملها ولكن بنجاح متوسط.

## الألبومات
- 1986 Catch The Catch
- 1986 Welcome To The HeartBreak Hotel
- 1987 Like A Hurricane
- 1988 Big Fun
- 1988 Diamonds
- 1989 Hear What I Say

## موضوعات متعلقة
- ديتر بولن
- مودرن تولكينغ

## وصلات خارجية
- كارولين كاثرينا مولر على موقع IMDb (الإنجليزية)
- كارولين كاثرينا مولر على موقع ميوزك برينز (الإنجليزية)
- كارولين كاثرينا مولر على موقع ميوزك برينز (الإنجليزية)
- كارولين كاثرينا مولر على موقع أول ميوزيك (الإنجليزية)
- كارولين كاثرينا مولر على موقع ديسكوغز (الإنجليزية)
- كارولين كاثرينا مولر على موقع ديسكوغز (الإنجليزية)
- الموقع الرسمي للمطربة
- موقع للمطربة باللغة الألمانية